# Kulturni imperijalizam
Kulturni imperijalizam se definiše kao kulturni aspekt imperijalizma. Imperijalizam se ovde odnosi na stvaranje i održavanje nejednakih odnosa između civilizacija favorizovanjem snažnije civilizacije. Može se definisati kao praksa promovisanja i nametanja kulture, obično politički moćnih nacija prema manje moćnim društvima. To je kulturna hegemonija razvijenih i ekonomski najuticajnijih zemalja, koje određuju opšte kulturne vrednosti i standardizuju civilizacije širom sveta.
Mnogi naučnici koriste pojam, pogotovo oni u oblastima istorije, kulturnih studija i postkolonijalne teorije. Izraz se obično koristi u pogrdnom smislu, često u kombinaciji s pozivom, da se odbaci takav uticaj. Kulturni imperijalizam može poprimiti različite oblike, kao što su: stav, formalna politika, vojna akcija, toliko dugo dok se učvršćuje na kulturnom polju.
Pojam je nastao 1960. godine, te je fokus istraživanja barem od 1970. Pojmovi kao što su medijski imperijalizam, strukturni imperijalizam, kulturna zavisnost i dominacija, kulturna sinhronizacija, elektronski kolonijalizam, ideološki imperijalizam i ekonomski imperijalizam svi su korišćeni za opisivanje iste osnovne ideje kulturnog imperijalizma.
Primer kulturnog imperijalizma je uticaj neke zemlje, koja izvozi svoje proizvode (film, muzika i dr.) u druge zemlje i promoviše svoje vrednosti i strukture, koje mogu menjati domaće kulture i imati štetne uticaje na autohtone vrednosti, norme i kulture. 